# 조시 라포소

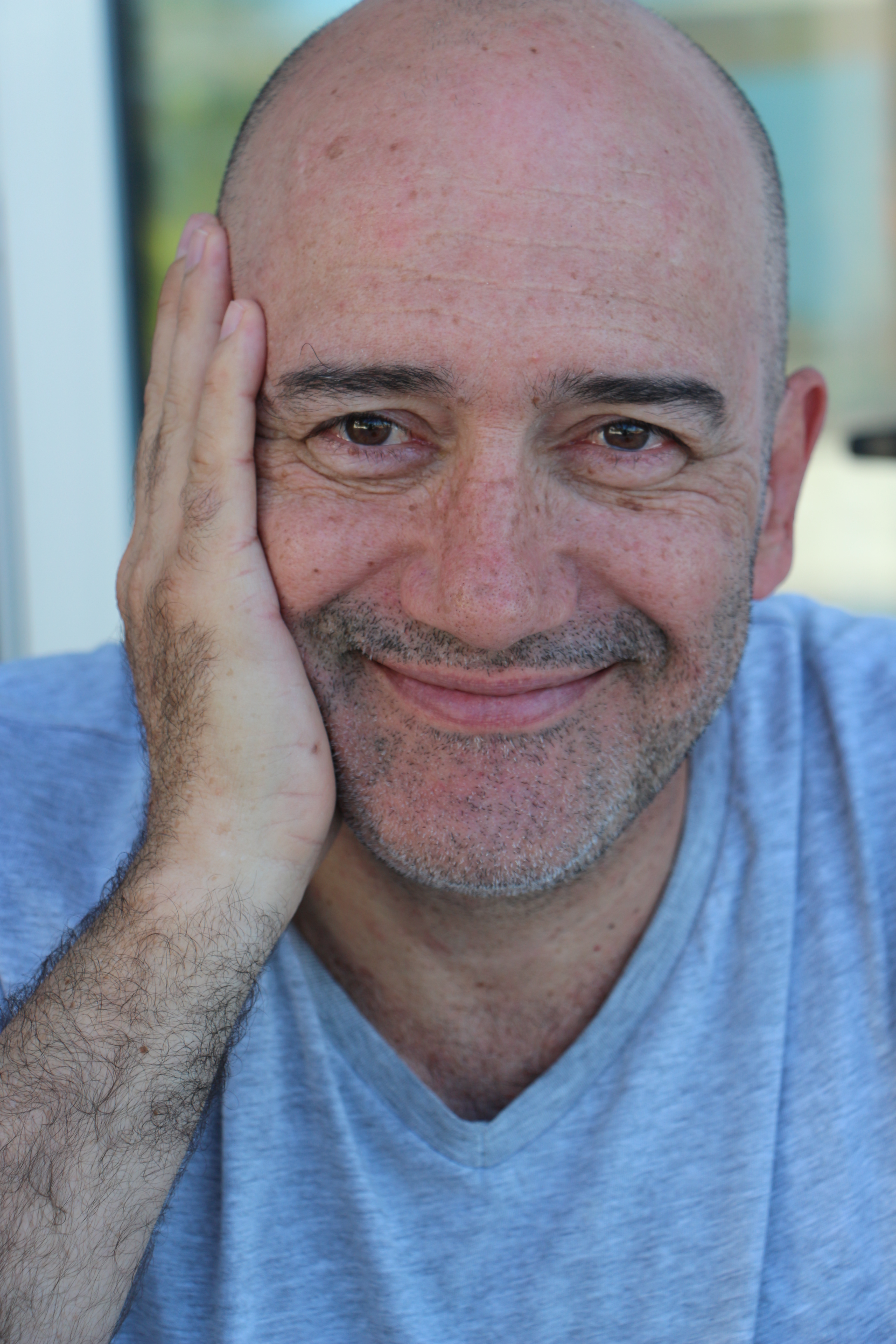

조시 라포소(José Raposo, 1963년 2월 3일 ~ )는 포르투갈의 배우, 텔레비전 배우이다.
리스본에서 태어났다.

## 영화
- 세인트 조지 (2016년)
- 콜 걸 (2007년)
- 암흑의 밤 (2004년)
- 돌연변이 (1998년)
- 지상의 이곳 (1993년)